# Ensayo biológico sobre Enrique IV de Castilla y su tiempo
Ensayo biológico sobre Enrique IV de Castilla y su tiempo es una obra de carácter histórico de Gregorio Marañón y Posadillo publicada en 1930.
El ensayo analiza la impotencia del rey Enrique IV de Castilla y la legitimidad de su hija Juana desde el punto de vista de la medicina (entonces) contemporánea.
La importancia política de estos hechos en la legitimidad de la sucesión de Isabel I de Castilla, véase también guerra de sucesión castellana, hace que según el autor, se deban tratar las fuentes históricas coetáneas con una gran ponderación. Es por ello que el ensayista se embarca en un análisis desde el punto de vista morfológico y psicológico del monarca. Gracias a los progresos de la medicina y de la psicología, estima que se podrían analizar con mayor veracidad las fuentes históricas, dado que las temáticas en las que se podría basar un diagnóstico sobre la salud del rey eran desconocidas en la época en la que vivió el monarca. Por ello no estarían manipuladas significativamente, y se podría realizar un análisis con mayor equilibrio.
Por ello el autor analiza la infancia y vida del rey así como sus relaciones sociales desde el punto de vista psicológico, y su propia persona desde el punto de vista morfológico. Concluye la existencia de una serie de rasgos patológicos en el organismo y la personalidad del monarca que trata de confirmar en las fuentes históricas. Por último analiza el entorno social más cercano al Rey, así como la influencia de este en su persona. 

## Contexto
Gregorio Marañón y Posadillo había publicado un año antes la obra Los estados intersexuales en la especie humana, en el propio 1930 La evolución de la sexualidad y los estados intersexuales y publicará, al año siguiente, 1931, Estudios de fisiopatología sexual. A juzgar por las referencias que aparecen a sus propias obras en el texto, se podría inferir que el presente ensayo es una aplicación de sus teorías a un hecho histórico controvertido.  